# Jónas Halldórsson
Jónas O. Halldórsson (* 13. Juni 1914 in Hnausi, Ölfus; † 10. September 2005 in Seljahlíð, Sölvadalur) war ein isländischer Wasserballspieler.

## Karriere
Jónas wurde als eines von dreizehn Geschwistern des Ehepaares Halldór Jónsson (1885–1950) und Guðrún Jónasdóttir (1880–1965). Bereits in jungen Jahren zog der Isländer mit der Familie in die Hauptstadt Reykjavík und wuchs nach der Trennung der Eltern zunächst beim Vater auf, später bei dem befreundeten Ehepaar Ólafur Jónsson und Guðfinna Jónsdóttir im Stadtteil Laugarnes.
Jónas galt als guter Schwimmer und stellte im Laufe seiner Karriere 25 nationale Rekorde auf. Er nahm mit der isländischen Nationalmannschaft und seinen Teamkollegen Jón Jónsson, Jón Ingi Guðmundsson, Magnús Pálsson, Stefán Jónsson, Úlfar Þórðarson, Þorsteinn Hjálmarsson und Þórður Guðmundsson am olympischen Wasserballturnier 1936 in Berlin teil. Das Team, das im havelländischen Nauen trainiert hatte, unterlag in der Vorrunde den Mannschaften aus der Schweiz (1:7), Schweden (0:11) und Österreich (0:6). Nach diesen Ergebnissen belegte die Mannschaft den geteilten 13. Platz unter 16 Teilnehmern. Bereits in jungen Jahren wurde Jónas zum Schwimmtrainer ausgebildet, es folgten Fortbildungen zum Physiotherapeuten und Masseur in den Vereinigten Staaten. Im Reykjavíker Schwimmbad Sundhöllin war Jónas 40 Jahre lang tätig, außerdem trainierte er die Schwimmer bei ÍR Reykjavík. Zudem betrieb der Isländer 25 Jahre lang eine öffentliche Sauna.
Jónas war seit 1941 mit Jónas Rósa Gestsdóttir (1920–2001) verheiratet. Er verstarb im Alter von 91 Jahren in einem nordisländischen Altenheim und hinterließ einen Sohn, zwei Enkel sowie sieben Urenkel.